# Nathalie Schneitter
Nathalie Schneitter (nascida em 19 de junho de 1986) é uma atleta profissional suíça que compete no cross-country de mountain bike.

## Pequim 2008
Ela competiu nos Jogos Olímpicos de Verão de 2008.